# Sivriada
Sivriada (türkisch für ‚spitze Insel‘, griechisch Ὀξειά Oxia) ist die westlichste Insel der Prinzeninseln bei Istanbul und gehört zum Bezirk Adalar.

## Geschichte

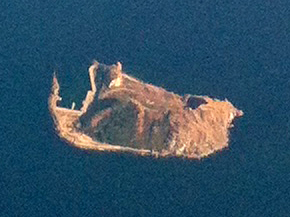
Sivriada

Sivirada wurde von Geistlichen des byzantinischen Reichs oft als erholsamer Rückzugsort von der nahegelegenen Hauptstadt genutzt. Das Eiland war aber auch Gefängnis für bekannte Anführer von Unruhen und Revolutionen. So wurde Plato von Sakkoudion auf Befehl Nikephoros I. in ein Kloster auf der Insel verbannt, da er seinen Neffen Bardanes Turkos unterstützt hatte. Weitere bekannte, unfreiwillige Bewohner der Insel waren Basileios Skleros, Nikephoritzes (Einflussreicher Beamter Michaels VII.) sowie die Patriarchen Johannes VII. von Antiochien und Michael II. von Konstantinopel. Die Gräber der auf der Insel Verstorbenen kann man besichtigen.
Heute ist die Insel ein beliebter Ausflugsort. So kann man Überreste einer römischen Siedlung, eine Kirche, eine Kapelle für Märtyrer und die Zisterne in der Mitte der Insel besichtigen.